# Der Pate von New York
Der Pate von New York (Originaltitel: Boss of Bosses) ist ein US-amerikanischer Fernsehfilm aus dem Jahr 2001 von Regisseur Dwight H. Little. In der Hauptrolle ist Chazz Palminteri als Paul Castellano zu sehen, der als Boss der Gambino-Familie aufsteigt.

## Handlung
Der Film schildert die Karriere des Gangsters Paul Castellano. Dieser entstammt einer italoamerikanischen Familie aus der Arbeiterklasse New York Citys. Er arbeitet bereits als Jugendlicher in einer Schlägerbande, die von seinem späteren Schwager und Cousin Carlo Gambino geleitet wird. Gambino arbeitet zu dieser Zeit noch für den Boss Vito Genovese, dem Castellanos Brutalität und Intelligenz auffallen und der seinen Aufstieg fördert. Die Handlung macht einen Sprung in die Mitte der 1970er Jahre: Castellano gehört zu den Kandidaten für die Nachfolge des greisen Carlo Gambino, mittlerweile Kopf einer eigenen Bande. Castellano residiert in einer Prachtvilla und legt Wert darauf, dass seine Kinder die Schule beenden. Er tritt nach außen hin zivilisiert auf, ist aber durchaus noch in der Lage, sich mit Gewaltandrohung Respekt zu verschaffen. Castellano wird von Gambino, der ihn als „Denker“ ansieht, zum Nachfolger ernannt und „Big Paul“ steigt nach dessen Tod zum Boss der Gambino-Familie auf. Bereits bei der Trauerfeier spricht der neue Underboss Dellacroce das Problem an: Castellano lehnt das Drogengeschäft ab und konzentriert sich auf Wirtschaftskriminalität, während die Straßen-Crews mit Drogen gute Geschäfte machen. Castellano will sich aus der ordinären Straßenkriminalität zurückziehen und das Baugeschäft übernehmen. Das F.B.I. fordert Castellano dazu auf, den Mordauftrag gegen Joseph Pistone (alias Donnie Brasco) zurückzunehmen. Als Castellano diesen tatsächlich zurücknimmt, legen das seine Bandenmitglieder als Schwäche aus.
Als seine Bandenmitglieder hinter seinem Rücken weiterhin mit Drogen handeln, beschließt er, hart durchzugreifen und beruft die Köpfe der führenden Mafiafamilien (die sogenannten Fünf Familien) ein. Er ahnt nicht, dass das FBI es geschafft hat, Wanzen in seiner Umgebung zu platzieren. 1985 hat das FBI genug Beweise gesammelt und klagt ihn und die anderen Familienoberhäupter im Mafia Commission Trial an. Chefankläger war der Staatsanwalt Rudy Giuliani. Castellano wird auf Kaution freigelassen. Seine Antidrogenpolitik, die drohende Säuberungsaktion und die Gefahr, dass er aussagen könnte, führen zu einer Verschwörung innerhalb der Gambino-Familie. Die Mitglieder von Castellanos Bande verschwören sich unter der Führung John Gottis gegen ihn und ermorden ihn schließlich im Dezember vor dem Sparks Steak House in Manhattan.
Neben der Haupthandlung zeigt der Film die unglückliche Liebesbeziehung Castellanos zu seiner lateinamerikanischen Haushälterin Gloria. Im Abspann wird darauf hingewiesen, dass die Anklage sehr erfolgreich war, Gotti später verhaftet wurde und Castellanos Ermordung den Niedergang der Gambino-Familie einläutete.

## Hintergrund
Der Pate von New York wurde von Bleecker Street Films produziert. Dabei wurden die Filmszenen in den Städten New York City und Toronto, Kanada aufgenommen. Im Jahr 2002 wurde der Film beim American Society of Cinematographers in der Kategorie Outstanding Achievement in Cinematography in Movies of the Week/Pilot nominiert, dieser Preis ging an Attila – Der Hunne von Steven Fierberg.
Der Mafiafilm wurde am 3. Juni 2001 in den Vereinigten Staaten ausgestrahlt. In Deutschland lief der Film am 6. Mai 2002 auf dem Pay-TV-Sender Premiere.

## Kritik
Das Filmlexikon lobt den Film als „dichtes Biopic“.